# Mountain Lake (Minnesota)
Pour les articles homonymes, voir Mountain Lake.
Mountain Lake est une ville américaine située dans le Comté de Cottonwood, dans le Minnesota. Selon le recensement de 2010, sa population est de 2 104 habitants.

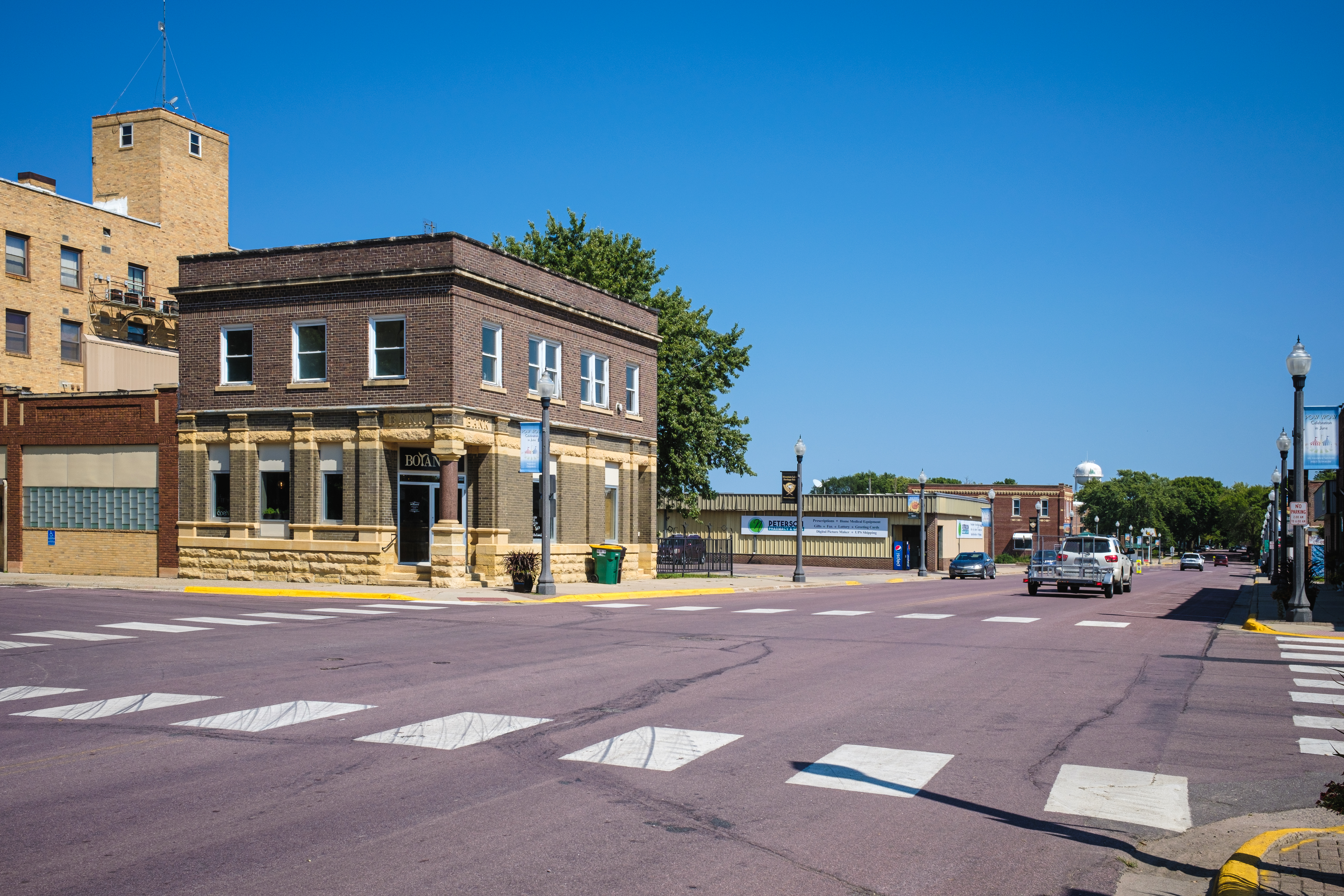
Mountain Lake